# 31201 Michellegrand
31201 Michellegrand è un asteroide della fascia principale. Scoperto nel 1998, presenta un'orbita caratterizzata da un semiasse maggiore pari a 3,0681901 au e da un'eccentricità di 0,1078742, inclinata di 10,31992° rispetto all'eclittica.